# Архиепископ
Архиепископ (грч. αρχιεπίσκοπος, од αρχι — „први“ + επίσκοπος — „надзорник“) је носилац архијерејског чина у средњем степену, који је изнад основног епископског (у ужем смислу), а испод највишег патријаршијског. У зависности од локалних традиција у помесним црквама, архиепископи могу имати виши или нижи ранг у односу на митрополите. Архиепископи могу бити: пуноправни (поглавари у појединим аутономним или аутокефалним црквама) или почасни (епархијски архијереји којима је архиепископски наслов додељен као знак почасти). Архиепископи постоје у Православној цркви, а такође и у Оријентално-православним црквама, као и у црквама које су настале из древне Цркве Истока.
У западним црквама као што су Римокатоличка, Англиканска и Старокатоличка постоји степен надбискупа.

## Историја
Епископ александријски први је добио титулу архиепископа, вероватно због величине његове епархије, јер је он управљао црквеним пословима у читавом Египту, Либији (Ливији) и Пентапољу. После успоставе патријархата, звање архиепископа добијали су они митрополити који су задржали аутокефалност, тј. нису били зависни од неког патријарха (нпр. кипарски архиепископ). И патријарси, и архиепископи, и митрополити увек су се потписивали једноставно као епископ неког града. У Русији је први епископ који је добио звање архиепископа био новгородски, 1165. године. Сада је то звање почасна титула и као награда даје се епископима.

Мада су сви епископи једнаки по власти, ради очувања јединства цркава и ради узајамне помоћи у отежаним околностима, још Апостолска правила неким епископима дају право врховног надзора над другима. На архиепископе се, поред митрополита, може такође односити 34. апостолско правило: 
| „ | Епископи свакога народа треба да знају о томе ко је први међу њима и да га сматрају за главу; ништа важно нека не преузимају без његовог знања, и нека сваки (од епископа) предузима само оно што се тиче његове епархије и подручних места. Али ни овај епископ нека не чини ништа без знања свих осталих епископа јер ће само тако бити једнодушност и прославиће се Бог кроз Господа у Светоме Духу - Отац и Син и Дух Свети. | ” |

Свака помјесна црква која је у рангу архиепископије за свог поглавара има архиепископа који је први међу једнаким епископима у тој помјесној цркви. У помјесним црквама са рангом патријаршије, архиепископ може представљати чин виши од чина митрополита, али може представљати и само почасни чин који се додјељује заслужним епископима. Тада се чин архиепископа налази непосредно испод чина митрополита (нпр. у Православној руској цркви).

## Почасни архиепископ
Поред стварних архиепископа, који су као носиоци тог високог јерархијског степена имали стварну помесно-црквену надлежност, као поглавари аутономних црквених области или аутокефалних помесних цркава, током историје се појавила и сасвим другачија употреба архиепископског наслова, који је повремено додељиван и као вид личне почасти, али без стварне архиепископске власти. То је у пракси значило да је такав почасни архиепископ и даље био епископ у својој епископији, без икакве додатне надлежности, осим што је носио вишу титулу, као вид личне почасти.
У јерархијском поретку Цариградске патријаршије, такав титуларни архиепископ је по рангу долазио изнад обичних епископа, али је и даље био рангиран испод носилаца митрополитског степена, тако да је цариградска јерархијска лествица имала три основна степена:
- стварни архиепископи: архиепископ Константинопоља-Новог Рима (васељенски патријарх); архиепископ Ефеза (егзарх Азије); архиепископ Цезареје (егзарх Понта); остали стварни архиепископи (митрополити)
- почасни архиепископи
- обични епископи

У пракси Цариградске патријаршије, додељивање почасног архиепископског наслова је по правилу вршено у специфичним ситуацијама, када би неки епископ био изузет испод надлежности свог дотадашњег митрополита и стављен под директну јурисдикцију патријарха. Током раног средњег века, у јерархијској пракси Цариградске патријаршије се појавио обичај да се таквом титуларном архиепископу додељује наслов: аутокефални архиепископ (грч. αυτοκέφαλος αρχιεπίσκοπος). Та звучна титула је била искључиво почасне природе, пошто су такви (насловни) архиепископи под собом и даље имали само сопствену епсикопију, те самим тим нису имали чак ни праву аутономију, а камо ли аутокефалност (у данашњем смислу тог појма), тако да се придев аутокефални у њиховој титули односио само на изузимање из митрополитског система, уз непосредно потчињавање патријарху.
Поменуте околности сведоче да је положај тадашњих титуларних "аутокефалних" архиепископа (који су током средњег века постојали у структури Цариградске патријаршије) био суштински различит од положаја стварних (пуноправних) архиепископа, који су се налазили на челу аутономних црквених области или аутокефалних помесних цркава.
У савременој колоквијалној и публицистичкој употреби неретко се јављају појмови као што су: "аутокефални" архиепископ, односно "аутокефални" митрополит или "аутокефални" патријарх, који се употребљавају за означавање поглавара резних аутокефалних помесних цркава. Пошто је стварна аутокефалност својство помесне цркве, а не појединачног архијереја, чак и када је реч о поглавару те цркве, приписивање наводне "аутокефалности" појединачним архијерејима је еклисиолошки неправилно.

## Српска православна црква
Данашњи једини архиепископ у Српској православној цркви јесте поглавар Православне охридске архиепископије са титулом „архиепископ охридски и митрополит скопски”.
Међутим, почасну архиепископску титулу носи и патријарх српски („архиепископ пећки, митрополит београдско-карловачки и патријарх српски”) те два митрополита унутар својих епархија: митрополит црногорско-приморски са титулом „архиепископ цетињски, митрополит црногорско-приморски, зетско-брдски и скендеријски и егзарх свештеног трона пећког” и митрополит дабробосански са титулом „архиепископ сарајевски, митрополит дабробосански и егзарх све Далмације”.